# Elizabeth Kugmucheak Alooq
Elizabeth Kugmucheak Alooq (nascida em 1943) é uma artista inuit que vive em Baker Lake, Nunavut.
O seu trabalho encontra-se incluído nas colecções da McMichael Canadian Art Collection e da Winnipeg Art Gallery.